# جک کولمن
 جک کولمن (انگلیسی: Jack Coleman؛ زاده ۲۱ فوریهٔ ۱۹۵۸) یک هنرپیشه اهل ایالات متحده آمریکا است.
از فیلم‌ها یا برنامه‌های تلویزیونی که وی در آن نقش داشته است می‌توان به قهرمان‌ها ،قهرمان‌ها: تولد دوباره، دودمان و خاطرات خون‌آشام اشاره کرد.